# کوستانزو بالری
کوستانزو بالری (انگلیسی: Costanzo Balleri؛ ۲۰ اوت ۱۹۳۳ – ۲ نوامبر ۲۰۱۷ (aged 84)) بازیکن فوتبال اهل ایتالیا بود.
از باشگاه‌هایی که در آن بازی کرده‌است می‌توان به باشگاه فوتبال اینتر میلان، باشگاه فوتبال مودنا، باشگاه فوتبال تورینو، باشگاه فوتبال لیورنو، و باشگاه فوتبال اسپال اشاره کرد.